# Phaonia gallicola
Phaonia gallicola är en tvåvingeart som beskrevs av Albquerque 1958. Phaonia gallicola ingår i släktet Phaonia och familjen husflugor. Inga underarter finns listade i Catalogue of Life.